# Роголистник полупогружённый
Роголи́стник полупогружённый, или Роголистник подво́дный, Роголистник све́тло-зелёный (лат. Ceratophyllum submersum) — вид двудольных растений семейства Роголистниковые (Ceratophyllaceae). Растение впервые описано в 1763 году шведским систематиком Карлом Линнеем.

## Распространение и среда обитания
Широко распространён в Европе, встречается также в Азии (Казахстан) и Африке (Камерун, Чад, Кения, Нигерия, Танзания).
Произрастает в озёрах, прудах и канавах. Переносит солёную воду.

## Ботаническое описание

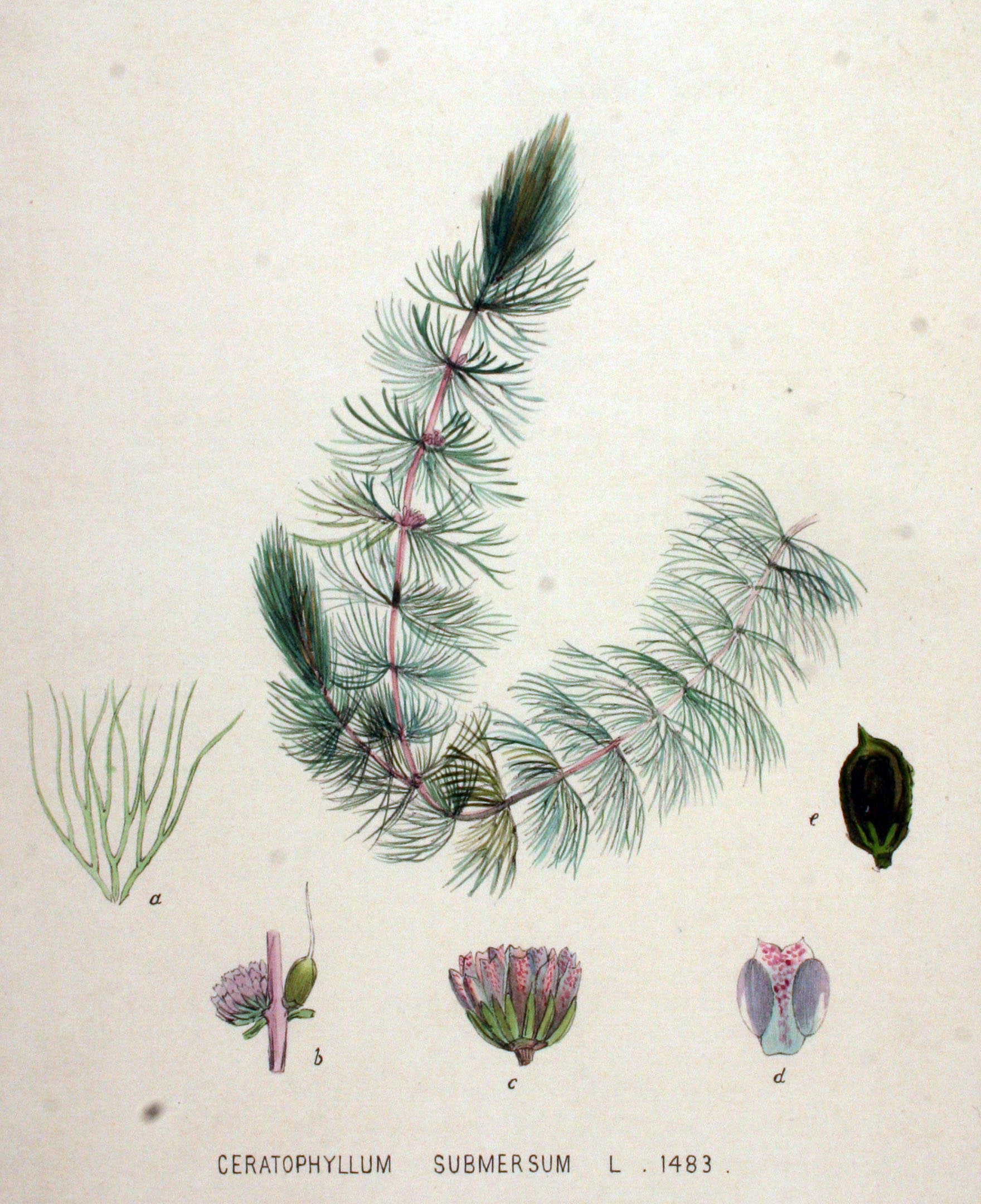

Погружённое в воду ярко-зелёное многолетнее растение.
Листья сегментированные, мягкие, нитевидные.
Цветки мелкие, зелёного цвета.

## Замечания по охране
Исчезновение водно-болотных угодий приводит к потере некоторых субпопуляций. В Эстонии и Швейцарии роголистник полупогружённый классифицируется как находящийся под угрозой к исчезновению. Тем не менее, по данным Международного союза охраны природы вид не требует природоохранных мероприятий (статус «LC»); общая численность популяций стабильна.

## Классификация

### Таксономия
Ceratophyllum submersum L., 1763, Sp. Pl. ed. 2 : 1409
Вид Роголистник полупогружённый относится к роду Роголистник (Ceratophyllum) семейства Роголистниковые (Ceratophyllaceae) порядка Роголистникоцветные (Ceratophyllales). Кладограмма в соответствии с Системой APG IV по состоянию на декабрь 2023 года:
|                             |                                      |                           |                                   |                 |  |  |  |  |                             |  | еще 5 подтвержденных видов и 1 вид, ожидающий подтверждения |
|                             |                                      |                           |                                   |                 |  |  |  |  |                             |  |                                                             |
| порядок Роголистникоцветные |                                      | семейство Роголистниковые |                                   | род Роголистник |  |  |  |  |                             |  |                                                             |
| порядок Роголистникоцветные |                                      |                           |                                   | род Роголистник |  |  |  |  |                             |  |                                                             |
|                             | отдел Цветковые, или Покрытосеменные |                           |                                   |                 |  |  |  |  | Роголистник полупогружённый |  |                                                             |
|                             | отдел Цветковые, или Покрытосеменные |                           |                                   |                 |  |  |  |  | Роголистник полупогружённый |  |                                                             |
|                             |                                      |                           | ещё 63 порядка цветковых растений |                 |  |  |  |  |                             |  |                                                             |
|                             |                                      |                           |                                   |                 |  |  |  |  |                             |  |                                                             |

### Внутривидовые таксоны
- Ceratophyllum submersum var. haynaldianum (Borbás) Wilmot-Dear